# Instytut Prawa Międzynarodowego

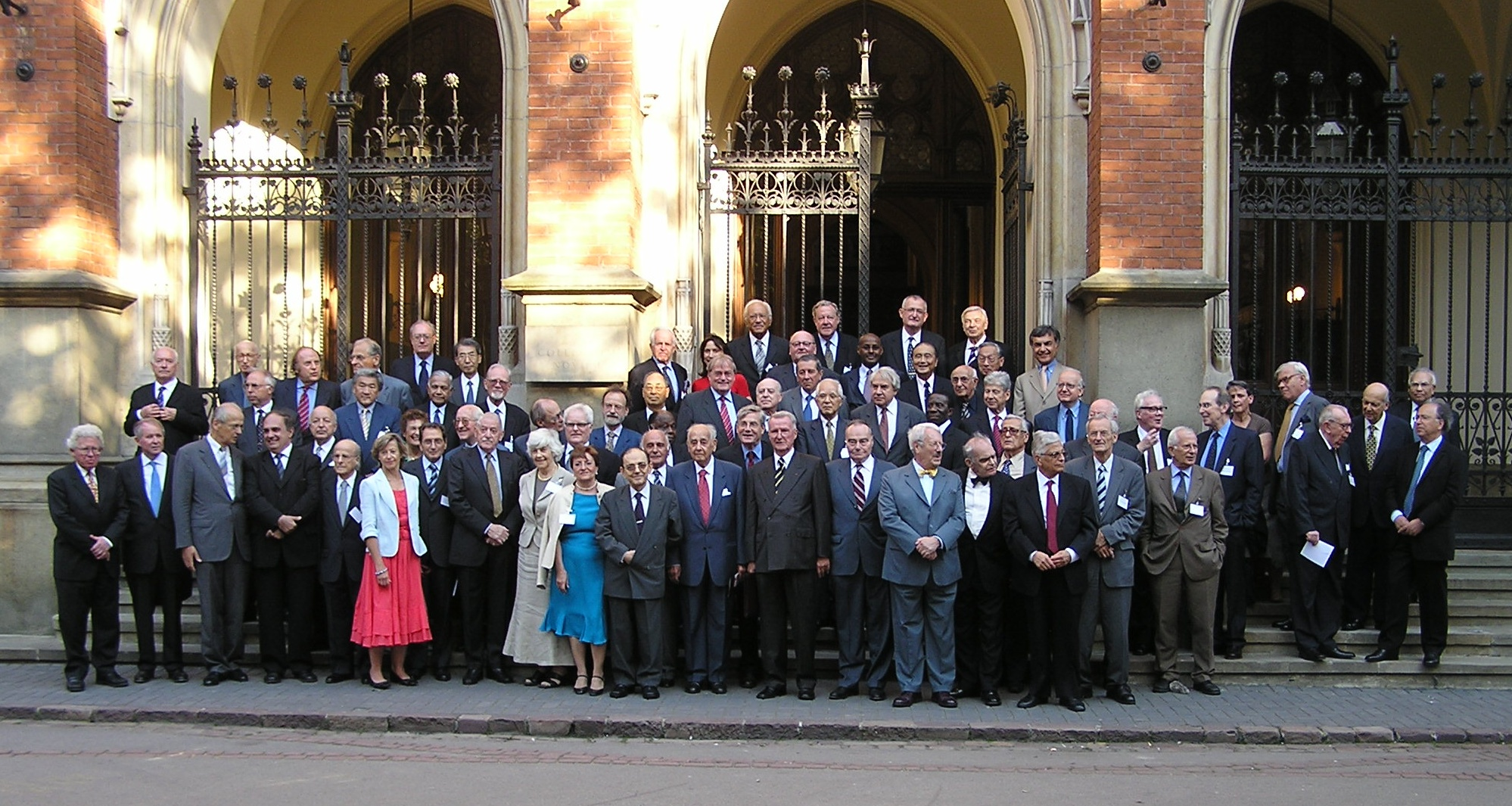
Członkowie Instytutu podczas sesji w 2005 roku w Krakowie

Instytut Prawa Międzynarodowego (fr. Institut de droit international) – prywatna organizacja naukowa, niezależna od rządu żadnego państwa, której celem jest praca nad rozwojem prawa międzynarodowego i wprowadzanie go w życie.

## Historia
Instytut powstał z inicjatywy Gustave'a Rolin-Jaequemynsa, belgijskiego prawnika, w związku z wojną francusko-pruską, po której zakończeniu przedstawił swój pomysł dziesięciu innym prawnikom z różnych krajów. Wśród nich był Gustave Moynier, jeden z pięciu późniejszych założycieli Międzynarodowego Komitetu Czerwonego Krzyża. W efekcie 8 września 1873 r. nastąpiło spotkanie wszystkich jedenastu osób w Gandawie w Belgii, na którym zadecydowano o powołaniu instytutu. Rolin-Jacquemyns został pierwszym sekretarzem organizacji, a jej przewodniczącym Włoch Pascal Mancini. Pierwsza sesja instytutu odbyła się w Genewie w 1874 r.

## Działanie
Głównym celem Instytutu jest rozwijanie prawa międzynarodowego. Jako organizacja prywatna, nie może interweniować bezpośrednio w miejscach międzynarodowych konfliktów. Sesje Instytutu odbywają się co 2 lata (do 1957 r. czasami co rok). Między sesjami pracują różne komisje tematyczne, które badają tematy wskazane przez zgromadzenie plenarne członków Instytutu oraz przygotowują rezolucje na kolejną sesję. Po uchwaleniu rezolucji podczas sesji Instytutu, są one przekazywane do wiadomości publicznej, w tym do wiadomości rządów państw. Rezolucje nie mają mocy prawnie wiążącej, niemniej mają silny wpływ na stanowiska rządów, decyzje parlamentów oraz opinię publiczną. 
Dziełem Instytutu jest Podręcznik Oksfordski zasad wojny (1880), wykorzystany przy układaniu regulaminu wojny na I i II konferencji haskiej. Prócz tego Instytut ułożył szereg innych, w tym Prawa i obowiązki obcych mocarstw, w przypadku powstania przeciwko rządom ustalonym i uznanym, które zmagają się z rebelią (1900), Podręcznik wojny morskiej (1913).
W 1904 r. Instytut został nagrodzony Pokojową Nagrodą Nobla. W Polsce odbyły się dwukrotnie sesje Instytutu: w 1965 r. w Warszawie oraz w 2005 r. w Krakowie. Oprócz tego, przewodniczącym sesji w 1997 r. w Strasburgu był Krzysztof Skubiszewski, który jest jednym z honorowych członków instytutu.